# Salle des pas perdus
Salle des pas perdus es el primer disco de Coralie Clément lanzado el 27 de agosto de 2002.

## Lista de canciones
1. Salle des pas perdus
2:51 Compuesta por Benjamin Biolay y Keren Ann
2. L'ombre et la lumière
4:08 Compuesta por Benjamin Biolay
3. Ça valait la peine
1:51 Compuesta por Benjamin Biolay
4. La contradiction
2:54 Compuesta por Benjamin Biolay
5. La mer opale
2:47 Compuesta por Benjamin Biolay
6. A l'occasion tu souris
3:20 Compuesta por Benjamin Biolay
7. Samba de mon cœur qui bat
3:54 Compuesta por Benjamin Biolay
8. Ces matins d’été
2:52 Compuesta por Pascal Baehrel y Laurent Manganas
9. Le dernier train
2:46 Compuesta por Benjamin Biolay
10. Lou
2:34 Compuesta por Franck LeGall
11. Le jazz et le gin
3:20 Compuesta por Benjamin Biolay
12. Bientôt
2:32 Compuesta por Benjamin Biolay
13. Mes fenêtres donnent sur la cour
3:42 Compuesta por Benjamin Biolay

## Sencillos
- L'ombre et la lumière
- Ça valait la peine

## Valoración
Su primer álbum abre la nueva chanson francesa del siglo XXI, dentro de la más pura tradición de la chanson, aunque actualizada por ciertos toques de fusión pop y jazz. Las referencias de esta joven cantante son Françoise Hardy, Jane Birkin y Serge Gainsbourg. Su voz de timbre fino, fluido y delicado es ideal para canciones que buscan la nostalgia. Indica AMG que parece una banda sonora de una película de Jean-Luc Godard que no se llegó a rodar.
- Datos: Q6117361